# Caryomyia guttata
Caryomyia guttata är en tvåvingeart som beskrevs av Gagne 2008. Caryomyia guttata ingår i släktet Caryomyia och familjen gallmyggor. Inga underarter finns listade i Catalogue of Life.